# Nicolò Curto
Nicolò Curto (Pola, 3 novembre 1908 – ...) è stato un calciatore italiano, di ruolo attaccante e, successivamente, difensore.

## Carriera
Dopo aver giocato per diverse stagioni con Edera Pola e Ponziana, nel 1930 è passato alla Grion Pola, contribuendo ad ottenere al termine della stagione 1931-1932 la prima storica promozione in Serie B della squadra istriana. Nella prima stagione in serie cadetta Curto mise a segno 5 reti in 26 presenze, mentre l'anno successivo realizzò 7 gol in 24 partite. Rimase alla Grion Pola anche nella Serie B 1934-1935, campionato in cui segnò 2 gol in 13 presenze; a stagione in corso la squadra si ritirò dal campionato a fine girone d'andata, venendo quindi retrocessa nella nascente Serie C, dove Curto continuò a giocare fino al 1940. Al termine della Seconda guerra mondiale riprese a giocare, e nella stagione 1945-1946 militò nell'U.S. Polese.
In carriera ha giocato complessivamente 63 partite in Serie B, con 14 gol segnati.